# جامعة سطيف 1 -فرحات عباس
تعد جامعة فرحات عباس بسطيف أحد الأقطاب العلمية الهامة التي تزخر بها الجزائر والتي لطالما افتخر بها رئيس الجمهورية السابق عبد العزيز بوتفليقة، تضم الجامعة ثماني كليات ومعهدين موزعة في حي المعبودة، ومنطقة الباز.

## نشأة الجامعة وتطورها
أنشئ المركز الجامعي بسطيف بموجب المرسوم رقم 133/78 في 9 أبريل 1978  وقد بلغ عدد طلبته حينها 242 طالبا موزعين على ثلاثة معاهد: العلوم الدقيقة، العلوم الاقتصادية واللغات الأجنبية وفي الثمانينات توسعت القطاعات الإستراتيجية في الجزائر ومنها قطاع التعليم العالي الذي أخذ سنة 1984 شكل المعاهد الوطنية وقد تم فتح معاهد وطنية في الإعلام الآلي والكيمياء والبيولوجيا والعلوم الاقتصادية والإلكترونيك والميكانيك، وفي أغسطس 1989 حولت المعاهد الوطنية إلى جامعة، أطلق عليها سنة 1992 اسم المجاهد فرحات عباس.

## أقسام الجامعة
تطبيقا للتنظيم الهيكلي الجديد للتعليم العالي والبحث العلمي تم خلال السنة الجامعية 1999/2000 تقسيم الجامعة إلى ست 06 كليات تتوزع على ست مجمعات جامعية هي كلية علوم المهندس، كلية العلوم، كلية الطب، كلية الحقوق، كلية العلوم الاقتصادية، وعلوم التسيير، كلية الآداب والعلوم الاجتماعية، وفي سنة 2005 تبنت جامعة فرحات عباس نظام التعليم العالي ل.م.د (ليسانس، ماستر، دكتوراه)، وقد بلغ التعداد الإجمالي للطلبة في التدرج أزيد من 54 ألف طالب في الموسم الجامعي 2009/2010 و2002 طالبا في ما بعد التدرج (ماجستير، دكتوراه) ويتولى التأطير البيداغوجي في الجامعة 1347 أستاذا. كما تحصي الجامعة هيئات، ومجالس أخرى، في مختلف المستويات، كاللجان العلمية للأقسام، والمجالس العلمية للكليات، والمجلس العلمي للجامعة.

### الكليات
- كلية العلوم
- كلية علوم الطبيعية و الحياة
- كلية الطب
- كلية العلوم الاقتصادية و التجارية و علوم التسيير
- كلية التكنولوجيا

### المعاهد
- معهد الهندسة المعمارية وعلوم الأرض
- معهد البصريات وميكانيك الدقة

## مصالح الجامعة
بالجامعة مصالح أخرى مشتركة تساهم في التكوين البداغوجي للطلبة، ولعل أبرزها المكتبة المركزية التي تتوفر عليها الجامعة وتمتد على مساحة تقدر بـ7 200 م2، تزامن أول نشاطها مع الدخول الجامعي (1978/1979)، وبها 300.000 كتاب، كما تحتوي على قسم خاص بالبحث البيبيوغرافي وبه قاعات لمطالعة وعددها أربعة(4) تشغل حوالي 1 200 م2 وتتسع لأكثر من 600 مقعد مع قاعة للأنترنيت، لا شك أن تطور وكفاءة الجامعة يعتمدان على مدى اهتمام هذه الأخيرة بالذاكرة الوثائقية المتمثلة في المكتبة، لذلك اقتنت المكتبة المركزية من أكتوبر1978 إلى 2006 أزيد من 340.000 نسخة أي ما يعادل أزيد من 71.000 عنوانا باللغات العربية، الفرنسية والإنجليزية، ويتوزع الرصيد الوثائقي للمكتبة المركزية حاليا كالتالي: كتب، مجلات، دوريات ورسائل جامعية ويقدر ب 75928عنوان، ويقدر عدد الرسائل الجامعية (ماجستير، دكتوراه) 6783 نسخة لما يعادل 2909 عنوانا، كما أن لكل كلية مكتبة خاصة، بها عدد معتبر من الكتب والدوريات والرسائل الجامعية.

## التأطير
في مجال التأطير الطلبة تحصي الجامعة كفاءات علمية مؤهلة في مستويات التدرج وما بعد التدرج يقدر عددهم بصفة إجمالية بـ 1347، كما فتحت الجامعة خلال السنة الجامعية 2009-2010، 210 منصبا لتدعيم التأطير البيداغوجي بكفاءات جديدة.
وقد سايرت جامعة سطيف نظام التعليم العالي الجديد المسمى نظام ال ـ«ل.م.د» إذ بدأ العمل به سنة 2005 حيث تخرجت أول دفعة في يونيو 2008 وحاليا يتلقى خريجوا هذه الدفعة تكوينهم في الأولى ماستر وسيواصلون بعد تخرجهم سنة 2010 تكوينهم في الدكتوراء فالجامعة توفر التكوين في مستوياته الثلاث: ليسانس- ماستر-دكتوراء، إلى جانب التكوين يشهد مجال البحث العلمي بجامعة فرحات عباس تطورا ملحوظا من سنة لأخرى إذ تعد جامعة سطيف من بين الجامعات الرائدة في المجال، حيث تحصي عددا معتبرا من الأساتذة والباحثين الذين ينشطون في مخابر البحث العلمي في مختلف التخصصات ولهم مساهمات علمية في الكثير من الدوريات العلمية المتخصصة، ولأن البحث العلمي يعد أحد أهم ركائز المؤسسة العلمية فقد قطعت الجامعة أشواطا مهمة في هذا المجال وما تألق جامعة فرحات عباس في ميادين عديدة كالتكنولوجيات الدقيقة واستخداماتها الصناعية، الفيزياء وغيرها من ميادين العلم والمعرفة إلا دليل على ذلك.
كما تحصي الجامعة 34 مخبر بحث معتمد، معظم هذه المخابر على مستوى عال من التكنولوجيا، كما استفادت جامعة فرحات عباس من ثلاث (03) وحدات بحث في الضوئيات، المواد المتجددة، الإلكترونيك كما تم اعتماد مشروع إنشاء مركز للبصريات والليزر.

## التعاون والشراكة
وفي إطار التعاون والشراكة العلمية ترتبط الجامعة بمجموعة من الاتفاقيات مع جامعات ومراكز البحث عالمية ومن بين هذه الاتفاقيات اتفاق الشراكة مع جامعة ستراسبورغ في تكوين الماستر تخصص هندسة الآليات كما نسجل عددا كبيرا لرسائل الدكتوراء التي يتم تأطيرها من طرف أساتذة أجانب أو تلك التي تمت مناقشتها من طرفهم.
بالإضافة إلى شراكتها مع مختلف المخابر الوطنية طورت جامعة فرحات عباس علاقتها مع الجامعات الأجنبية في مجال البحث العلمي – كلارمون فيران، بوردو، الإسكندرية، ستراسبورغ، ليون، ران محمد السويسي وغيرها. حاليا تحصي الجامعة أزيد من 200 مشروع بحث معتمد من طرف وزارة التعليم العالي والبحث العلمي، مشاريع الشراكة.
تعرف جامعة سطيف بالديناميكية والتطور المستمر، وتتجه دوما نحو تجسيد البعد الجهوي للمدينة الجامعية ويمكن تلخيص آفاق الجامعة فيما يلي: إنجاز 10 آلاف مقعد بيداغوجي جديد بالقطب الجامعي الثالث- الهضاب، إنجاز 07 إقامات جامعية بالهضاب، توسيع تطبيق نظام ال م د، تبني تطور نوعي في مجالات التكوين المختلفة، فتح مدارس دكتوراه جديدة، تعزيز علاقة الجامعة بمحيطيها الاقتصادي والاجتماعي
إن جامعة سطيف التي حققت مكتسبات وشهدت قفزة نوعية في مجالات التكوين والبحث العلمي مدعوة لخوض غمار الإصلاحات بكل قوة وعزيمة من أجل كسب الرهانات التي كبرت بكبر الجامعة التي إنطلقت بـ 260 طالبا في سنة 1978 وأصبحت تضم اليوم أزيد من 54 ألف طالب